# Германски језици
Германски језици су породица индоевропских језика која припада грани кентумских језика. Једна су од најраспрострањенијих породица индоевропских језика, највише захваљујући колонијалним ширењима Енглеза, тј. њиховог језика и културе. Германске језике говори око 515 милиона људи углавном у Европи, Северној Америци, Океанији, и јужној Африци. Сматра се да сви данашњи германски језици потичу од заједничког прагерманског језика са подручја северне Европе из 1. века п. н. е. Највећи број говорника германских језика имају енглески и немачки са 120 милиона говорника у Европи. Остали већи германски језици су холандски језик са 48 милиона говорника и скандинавски језици (дански, шведски, норвешки, исландски и ферјарски језик) који заједно имају око 25 милиона говорника.
Западногермански језици обухватају три германска језика у најширој употреби: енглески са око 360–400 милиона изворних говорника; немачки, са преко 100 милиона изворних говорника; и холандски, са 24 милиона изворних говорника. Други западно германски језици обухватају африканс, који је проистекао из холандског, са преко 7,1 милиона изворних говорника; нисконемачки, који се сматра засебном колекцијом нестандардизованих дијалеката, са око 0,3 милиона изворних говорника и вероватно 6,7–10 милиона људи који га могу разумети (од чега бар 5 милиона у Немачкој и 1,7 милиона у Холандији); јидиш, је некад користило приближно 13 милиона Јевреја у Европи пре Другог светског рата, и шкотски, оба са око 1,5 милиона изворних говорника; лимбуршки варијетети са око 1,3 милиона говорника дуж холандско–белгијско–немачке границе; и фризијски језици са преко 0,5 милиона изворних говорника у Холандији и Немачкој. Ту је такође један језик који се често сматра дијалектом средњонемачког, али га неки лингвисти посматрају као засебан језик (луксембуршки).
Главни северногермански језици су дански, ферјарски, исландски, норвешки и шведски, који заједно имају око 20 милиона говорника. Источнонемачка грана обухвата готски, бургундијски, и вандалски, од којих су сви сад изумрли. Задњи је изумро кримски готски, који је био у употреби до касног 18. века у појединим изолованим областима Крима.
SIL Ethnologue наводи 48 различитих живих германских језика, од којих 41 припада западној, а шест северној грани; они не смештају хунриски немачки ни у једну од категорија, али га лингвисти често сматрају немачким дијалектом. Укупан број германских језика кроз историју је непознат, јер су неки од њих, посебно источногермански језици, нестали током или након периода миграција. Неки од западногерманских језика такође нису преживели после периода миграција, укључујући ломбардски. Као резултат Другог светског рата и каснијег масовног протеривања Немаца, немачки језик је претрпео значајан губитак говорног подручја, као и умирање и изумирање неколико његових дијалеката. У 21. веку, немачки дијалекти изумиру како стандардни немачки добија примат.

## Класификација
- Кентумски језик
  - Прагермански језик
    - Западногермански језици
      - Лабски германски језици
        - Високонемачки језици
          - Горњонемачки језик
            - Алемански језик
              - Швапски немачки језик
              - Доњоалемански језици
              - Горњоалемански језици
              - Виши алемански језици

            - Баварски језик
            - Високофраначки језик
              - Источнофраначки језик
              - Јужнофраначки језик

          - Јидиш (језик)
          - Средњонемачки језик
            - Немачки језик
            - Западносредњонемачки језик
              - Луксембуршки језик
              - Пенсилванијски немачки језик

      - Везерско-рајнски германски језици
        - Нискофраначки језици
          - Холандски језик (фламански језик, зеландски језик)
            - Африканс (језик)

      - Северноморски германски језици
        - Англофризијски језици
          - Англијски или енглески језици
            - Енглески језик
            - Шкотски језик
            - Јола (језик) †
            - Фингалски језик †

          - Фризијски језици
            - Севернофризијски језик
            - Западнофризијски језик
            - Источнофризијски језик
              - Сатерландски фризијски језик (последњи преостали дијалект источнофризијског)

        - Нисконемачки језик
          - Западнонисконемачки или доњосаксонски језик
            - Источнофризијски-доњосаксонски језик
            - Севернодоњосаксонски језик
            - Вестфалски језик
            - Истфалијски језик

          - Источнонисконемачки језик
            - Брандербушки језик
            - Мекленбургшки-западнопомеранијски језик
            - Средњопомеранијски језик
            - Источнопомеранијски језик
            - Доњопруски језик
            - Менонитски нисконемачки језик

    - Северногермански или скандинавски/нордијски језици
      - Западноскандинавски језици
        - Норвешки језик (као и новонорвешки језик)
        - Исландски језик
        - Ферјарски језик
        - Гренландски нордијски језик †
        - Норн (језик) †

      - Источноскандинавски језици
        - Књижевни норвешки језик
        - Дански језик
        - Шведски језик
          - Даларнски дијалекти

      - Готлански језик

    - Источногермански језици †
      - Готски језик †
        - Кримски готски језик †

      - Бургундски језик †
      - Вандалски језик †